# Hans Hofmeister
Hans Hofmeister, auch Johannes Hofmeister, († 7. Dezember 1544) war Konventuale des Klosters St. Ulrich in Augsburg und Bibliothekar des Klosters St. Gallen.
Hofmeister stammte aus Lindau. Abt Diethelm Blarer von Wartensee berief ihn als Lehrer und Bibliothekar nach St. Gallen. Er starb am 7. Dezember 1544 an einer Vergiftung.